# Grasz czy nie grasz
Grasz czy nie grasz – polski teleturniej oparty na formacie Deal or No Deal (powstałym na bazie zmodyfikowanej odsłony niderlandzkiego Miljoenenjacht, która pierwotnie bazowała na niemieckim Die Chance deines Lebens) emitowany w latach 2005–2007 na antenie telewizji Polsat. Jego prowadzącym był Zygmunt Chajzer.

## Zasady gry

### Rundy eliminacyjne
Pierwsza odsłona (2005–2006)
250-osobowa widownia podzielona jest na dwie trybuny po 125 osób; obie trybuny podzielone są na pięć sektorów po 25 osób. Wszyscy biorą udział w grze.
Prowadzący zadaje pytanie z trzema wariantami odpowiedzi. Do kolejnego etapu przechodzą wszyscy członkowie jednej z dwóch trybun – tej, w której padło więcej poprawnych odpowiedzi. Następnie prowadzący zadaje drugie pytanie z trzema wariantami odpowiedzi. Do kolejnego etapu eliminacji przechodzą wszyscy członkowie tego sektora, w którym padło najwięcej poprawnych odpowiedzi oraz jedna (dwudziesta szósta) losowo wybrana osoba z pozostałych sektorów danej trybuny.
Dwadzieścia sześć osób rozpoczyna indywidualną grę. Prowadzący czyta cztery pytania (z dwoma, później czterema wariantami), za które zawodnicy, którzy zaznaczyli poprawną odpowiedź zdobywają tyle punktów, ile osób udzieliło błędnej odpowiedzi. Po serii pytań dwie osoby z najlepszym wynikiem przechodzą do pojedynku.
Przed pojedynkiem jego uczestnikom oferowana jest zawartość „tajemniczej walizki” (w której znajdują się nagrody rzeczowe o wartości od kilku do parudziesięciu tysięcy złotych) w zamian za rezygnację z dalszej gry. Uczestnik, który zdecyduje się na „tajemniczą walizkę”, kończy grę i wygrywa jej zawartość; drugi gracz przechodzi do etapu z 26 walizkami. Jeśli żaden z dwóch graczy nie zdecyduje się przyjąć tej oferty, następuje pojedynek (zawartość tajemniczej walizki wygrywa inna osoba znajdująca się w studiu, o ile odpowie poprawnie na dodatkowe pytanie).
Pojedynek polega na tym, że prowadzący czyta podpowiedzi naprowadzające na hasło (np. osobę, postać, tytuł filmu itp.). Osoba, która jako pierwsza wciśnie przycisk, udziela odpowiedzi – jeśli poprawnej, to awansuje do etapu z walizkami, jeśli błędnej, to do etapu z walizkami awansuje jej rywal.
Druga odsłona (2006–2007)
Do studia zapraszane są dwie osoby, które wzięły udział w konkursie SMS-owym. O awans do etapu z 26 walizkami rywalizują w pojedynku przebiegającym na takich samych zasadach, co w pierwszej odsłonie, z tą jednak różnicą, że prowadzący nie oferuje nagrody pocieszenia za rezygnację z udziału w tym pojedynku.

### Gra zasadnicza – walizki
W dwudziestu sześciu ponumerowanych walizkach znajdują się kwoty pieniężne: od jednego grosza do jednego miliona złotych. Uczestnik wybiera jedną walizkę, której zawartość może stanowić jego wygraną. Wybraną walizkę otwiera się dopiero pod koniec gry.
Kwoty znajdujące się w walizkach przedstawia poniższa tabela.
| Kwoty w walizkach            |                              |         |                           |                           |
| Pierwsza odsłona (2005–2006) | Pierwsza odsłona (2005–2006) |         | Druga odsłona (2006–2007) | Druga odsłona (2006–2007) |
| 0,01 zł                      | 1000 zł                      | 0,01 zł | 1000 zł                   |                           |
| 0,20 zł                      | 2500 zł                      | 0,20 zł | 5000 zł                   |                           |
| 0,50 zł                      | 5000 zł                      | 0,50 zł | 7500 zł                   |                           |
| 1 zł                         | 7500 zł                      | 1 zł    | 10 000 zł                 |                           |
| 5 zł                         | 10 000 zł                    | 5 zł    | 20 000 zł                 |                           |
| 10 zł                        | 20 000 zł                    | 10 zł   | 30 000 zł                 |                           |
| 20 zł                        | 30 000 zł                    | 50 zł   | 50 000 zł                 |                           |
| 50 zł                        | 40 000 zł                    | 100 zł  | 100 000 zł                |                           |
| 100 zł                       | 50 000 zł                    | 200 zł  | 200 000 zł                |                           |
| 200 zł                       | 100 000 zł                   | 300 zł  | 300 000 zł                |                           |
| 300 zł                       | 300 000 zł                   | 400 zł  | 400 000 zł                |                           |
| 400 zł                       | 500 000 zł                   | 500 zł  | 500 000 zł                |                           |
| 500 zł                       | 1 000 zł                     | 750 zł  | 1 000 zł                  |                           |

Po wybraniu walizki przystępuje się do odsłaniania zawartości tych niewybranych. W pierwszej kolejce odsłaniana jest zawartość sześciu walizek, w drugiej kolejce – pięciu walizek, w trzeciej kolejce – czterech walizek, w czwartej kolejce – trzech walizek, w piątej kolejce – dwóch walizek, w szóstej i kolejnych kolejkach – jednej walizki. Tym sposobem eliminowane są kolejne stawki, które na pewno nie znajdują się w walizce gracza. Każda kolejka kończy się propozycją kupna walizki gracza przez tzw. bankiera (w pierwszej odsłonie przez tzw. bank). Wysokość ofert kupna zależy od kwot, które pozostają na tablicy – im wyższe kwoty mogą się znajdować w walizce gracza, tym wyższa jest propozycja.
Po zapoznaniu się z propozycją banku/bankiera zawodnik musi zdecydować, czy na nią przystaje (opcja „nie gram [dalej]”), czy ją odrzuca (opcja „gram [dalej]”). Jeśli przyjmie ofertę, gra dobiega końca, a uczestnik wygrywa ustaloną kwotę (jest to cena kupna walizki). Jeśli zaś odrzuci propozycję banku/bankiera, to kontynuuje grę, otwierając kolejne walizki. Uczestnik może nie zgadzać się na żadną propozycję banku/bankiera; jeśli tak postąpi, to jego wygraną będzie kwota, która widnieje wewnątrz walizki wybranej na początku gry.
Uczestnik może konsultować wszystkie swoje decyzje z zaproszonymi do studia osobami towarzyszącymi (w pierwszej odsłonie zazwyczaj jedną osobą, w drugiej odsłonie trzema–czterema).
Aby wygrać główną nagrodę programu, należy wybrać walizkę z milionem złotych i odrzucać wszystkie propozycje banku/bankiera.
W pierwszej odsłonie teleturnieju walizki typowane przez uczestnika otwierało 25 uczestników trzeciej rundy eliminacyjnej (w tym przegrany w pojedynku o finał). Każdy z nich przed otwarciem trzymanej przez siebie walizki mógł wytypować jej zawartość – jeśli trafił, otrzymywał 500 złotych (początkowo 1000 złotych) przemnożone przez liczbę walizek, które pozostały do otwarcia. W drugiej odsłonie walizki otwierały modelki.
Według informacji przedstawianej w programie jedyną osobą znającą rozmieszczenie kwot w walizkach był notariusz Waldemar Jeziorski, który plansze z sumami umieszczał w walizkach w odosobnieniu (przed rozpoczęciem gry).

## Emisja programu
Program po raz pierwszy ukazał się na antenie telewizji Polsat w sobotę, 1 października 2005 roku o godzinie 21.50. Jego dalsza emisja odbywała się w czterech kwartalnych sezonach telewizyjnych. Pory emisji teleturnieju podsumowuje poniższa tabela. Ostatni premierowy odcinek programu nadano w czerwcu 2007 roku.
| Pory emisji teleturnieju „Grasz czy nie grasz” |             |                               |
| Seria                                          | Sezon       | Pora emisji                   |
| 1.                                             | jesień 2005 | sobota ok. 21.50              |
| 2.                                             | wiosna 2006 | sobota 19.30                  |
| 3.                                             | jesień 2006 | czwartek 20.15 i sobota 20.15 |
| 3.                                             | jesień 2006 | sobota 19.30                  |
| 4.                                             | wiosna 2007 | sobota 17.45                  |

## Oglądalność
Według różnych źródeł pierwszy odcinek teleturnieju obejrzało: 2,4 mln widzów bądź 2,8 mln widzów (oglądalność na poziomie 2,8 mln serwis Wirtualne Media wskazał dla trzeciego wydania). Według serwisu Press średnia widownia trzech pierwszych odcinków wyniosła 2,4 mln osób, a według serwisu Wirtualne Media – 2,45 mln osób.
Z tygodniowych raportów oglądalności udostępnianych przez serwis Wirtualne Media wynika, że oglądalność teleturnieju:
1. jesienią 2005 roku wahała się w przedziale około 2–3 mln widzów,
2. wiosną 2006 roku wyniosła średnio około 2,8–2,9 mln widzów,
3. jesienią 2006 roku wyniosła średnio około 2,3–2,5 mln widzów,
4. wiosną 2007 roku spadła poniżej 2 mln widzów.

## Nagrody
W związku z prowadzeniem teleturnieju Zygmunt Chajzer dwukrotnie otrzymał nominację do Telekamery „Tele Tygodnia” – za 2005 i za 2006 rok.

## Różnica między pierwszą a drugą odsłoną w kontekście wzorowania się na zagranicznych wersjach
Pierwsza polska odsłona programu bazowała na niderlandzkiej wersji z tamtego okresu (odsłony po wprowadzeniu finału z walizkami). Zainspirowano się nią przy tworzeniu oprawy graficznej – loga programu oraz grafiki ekranowej wyświetlanej na etapie gry z walizkami (częściowo również scenografii), a także elementów gry – np. zapożyczono pomysł przyznawania nagród za odgadnięcie zawartości walizki osobom, które nie awansowały do zasadniczego etapu gry.
W drugiej odsłonie – rozpoczętej 7 września 2006 roku – czerpano z wersji amerykańskiej. Na jej wzór zmodyfikowano logo, oprawę graficzną i muzyczną oraz wystrój studia, wprowadzono sylwetkę bankiera, otwieranie walizek powierzono modelkom, zrezygnowano z długiej części eliminacyjnej. Zmieniły się dynamika gry i sposób kreowania dramaturgii.

## Informacje dodatkowe
- Postać bankiera widoczna w drugiej odsłonie programu nie miała wpływu na grę; była jedynie elementem widowiska budującym dramaturgię[12]. Według archiwalnej strony internetowej telewizji Polsat kwoty wyznaczał program komputerowy obsługiwany przez wyznaczonego do tego pracownika[12].

### Odcinek specjalny
- 23 grudnia 2006 roku wyemitowano odcinek specjalny[13][14], w którym udział wzięli: Elżbieta Zającówna, Agata Młynarska, Małgorzata Foremniak, Krzysztof Ibisz, Piotr Gąsowski i Robert Chojnacki. Wygraną w wysokości 365 000 złotych przekazano Fundacji Polsat (na nowy sprzęt dla Klinki Laryngologicznej w Poznaniu). Gościem specjalnym odcinka była Małgorzata Żak – prezes Fundacji Polsat.

### Rekordowe wygrane
- Najwyższa[potrzebny przypis] wygrana w teleturnieju padła 28 października 2006. Małgorzata Podgórska-Paciorek wygrała 400 000 zł[15], co było kwotą zaproponowaną przez bankiera w ostatniej rundzie gry. Na tablicy zostały dwie kwoty: 0,01 zł (w walizce uczestniczki) i 1 000 000 zł.
- W odcinku wyemitowanym 18 marca 2006 zawodnik wygrał 1 grosz.

### Sytuacje nadzwyczajne
- W jednym z odcinków zawodniczka chcąc grać dalej i zamknąć pokrywę, zepsuła ją.
- W odcinku wyemitowanym 18 listopada 2006 zawodnik o imieniu Piotr zepsuł telefon, którego prowadzący używał do rozmowy z bankierem.
- W odcinku nadanym 22 października 2005 zawodnik wytypował walizkę, w której znajdowała się główna wygrana, ale przyjął propozycję banku wynoszącą 115 000 złotych[16]. Tajemnicę tę zdradził podczas programu Kuba Wojewódzki prowadzący Zygmunt Chajzer, sygnalizując, że w jednym z kolejnych odcinków teleturnieju finalista wybierze walizkę z milionem złotych w środku. Emisję talk-show przesunięto, aby nie psuć widzom przyjemności oglądania teleturnieju[potrzebny przypis].
- W odcinku z dnia 30 grudnia 2006 bankier zaproponował za walizkę 0 złotych, ponieważ prowadzący nie odebrał od niego telefonu.
- Uczestnik jednego z odcinków wyeliminował wszystkie walizki z wysokimi kwotami, pozostawiając tylko te z niskimi kwotami. Atmosfera w studiu rozluźniła się, gdyż wiadomo było, że gracz nie wygra dużej sumy. Pod koniec rozgrywki prowadzący zaproponował, że jeśli gracz odgadnie kwotę ukrytą w jego walizce, otrzyma 2000 złotych (w tamtym momencie nie odsłonięto zawartości trzech walizek). Po otworzeniu jednej z walizek okazało się, że gracz przegrał zakład. Prowadzący powtórzył ofertę, proponując 1000 złotych. Gracz po raz kolejny przegrał zakład i zakończył grę, wygrywając 10 złotych[potrzebny przypis].
- W odcinku nadanym 21 września 2006 zawodnikiem grającym o milion złotych był ksiądz, który chciał uzyskać fundusze na budowę kościoła[17]. W końcowej fazie gry nieodsłonięte pozostały walizki z kwotami 50 000 złotych oraz 500 000 złotych; ksiądz przyjął ofertę banku wynoszącą 220 000 złotych[18].